# بدن

تشریح بدن انسان

بدن به ساختار فیزیکی جانداران گفته میشود. (به انگلیسی: Body) بدن جانداران از بخش های گوناگونی به نام اندام‌ها ساخته شده است که عملکرد جداگانه ای را بر عهده دارند و هر اندام بدن دربردارنده‌ی بافت‌هایی است که خود از شمار فراوانی از یاخته‌ها ساخته شده اند.

## تمامیت جسمانی
تمامیت جسمانی مصونیت فیزیکی جسم است و بر اهمیت خودمختاری شخصی و حق تعیین سرنوشت انسان‌ها بر بدن خود، تأکید دارد. در زمینه حقوق بشر، نقض تمامیت جسمانی فردی دیگر، تعرض و تخلف غیراخلاقی به‌شمار می‌آید و احتمالاً جرم تلقی می‌شود.

### کشتن معلولین
در عملیات تی۴ بزرگترین قتل‌عام برای افرادی که از نظر نازی‌ها جسم مناسبی نداشتند مانند عقب مانده‌ها، بیماران روانی و معلولین مغزی به دست آلمان نازی به قتل رسیدند.